# Crataegus furtiva
Crataegus furtiva är en rosväxtart som beskrevs av Chauncey Delos Beadle. Crataegus furtiva ingår i Hagtornssläktet som ingår i familjen rosväxter. Inga underarter finns listade i Catalogue of Life.